# Mara Wilson
Mara Elizabeth Wilson (Burbank, 24 luglio 1987) è un'attrice statunitense, nota per i suoi ruoli da attrice bambina negli anni novanta come Natalie Hillard in Mrs. Doubtfire - Mammo per sempre, Susan Walker in Miracolo nella 34ª strada e Matilda Wormwood in Matilda 6 mitica.

## Biografia
Nasce a Burbank, in California, il 24 luglio 1987 da Mike Wilson, ingegnere televisivo, e da Suzie Shapiro (1953-1996), casalinga. La madre era ebrea e suo padre è di origine irlandese. Ha tre fratelli più grandi, Danny, Jon e Joel, e una sorella più giovane, Anna. Suo cugino è lo scrittore Ben Shapiro. Nel 2009 si è laureata alla scuola d'arte dell'Università di New York.
Mara si dedicò alla recitazione quando aveva quattro anni. Ha iniziato a recitare a 5 anni interpretando Nikkie Petrova nella soap opera Melrose Place, quindi, nello stesso anno, ha recitato nel film Mrs. Doubtfire - Mammo per sempre, seguito poi da Miracolo nella 34ª strada. Ha recitato nel ruolo di Barbara Barton nel film TV del 1994, Un tempo per guarire, e Willow Johnson nel film TV del 1999, Balloon Farm.
Nel 1995 ha vinto il premio di "Giovane stella dell'anno". Le sue prestazioni in questi film hanno catturato l'attenzione di Danny DeVito, che l'ha voluta come protagonista in Matilda 6 mitica, adattamento dal libro per bambini scritto dall'autore Roald Dahl. Mara ha vinto un Young Artist Award per il suo ruolo in Un semplice desiderio di "Miglior Performance in un film come attrice protagonista" e un premio YoungStar per Matilda in "Miglior Performance di una giovane attrice in una commedia". È stata nominata due volte ai Saturn Award per la migliore prestazione di una giovane attrice sia per Matilda sia per Un semplice desiderio.

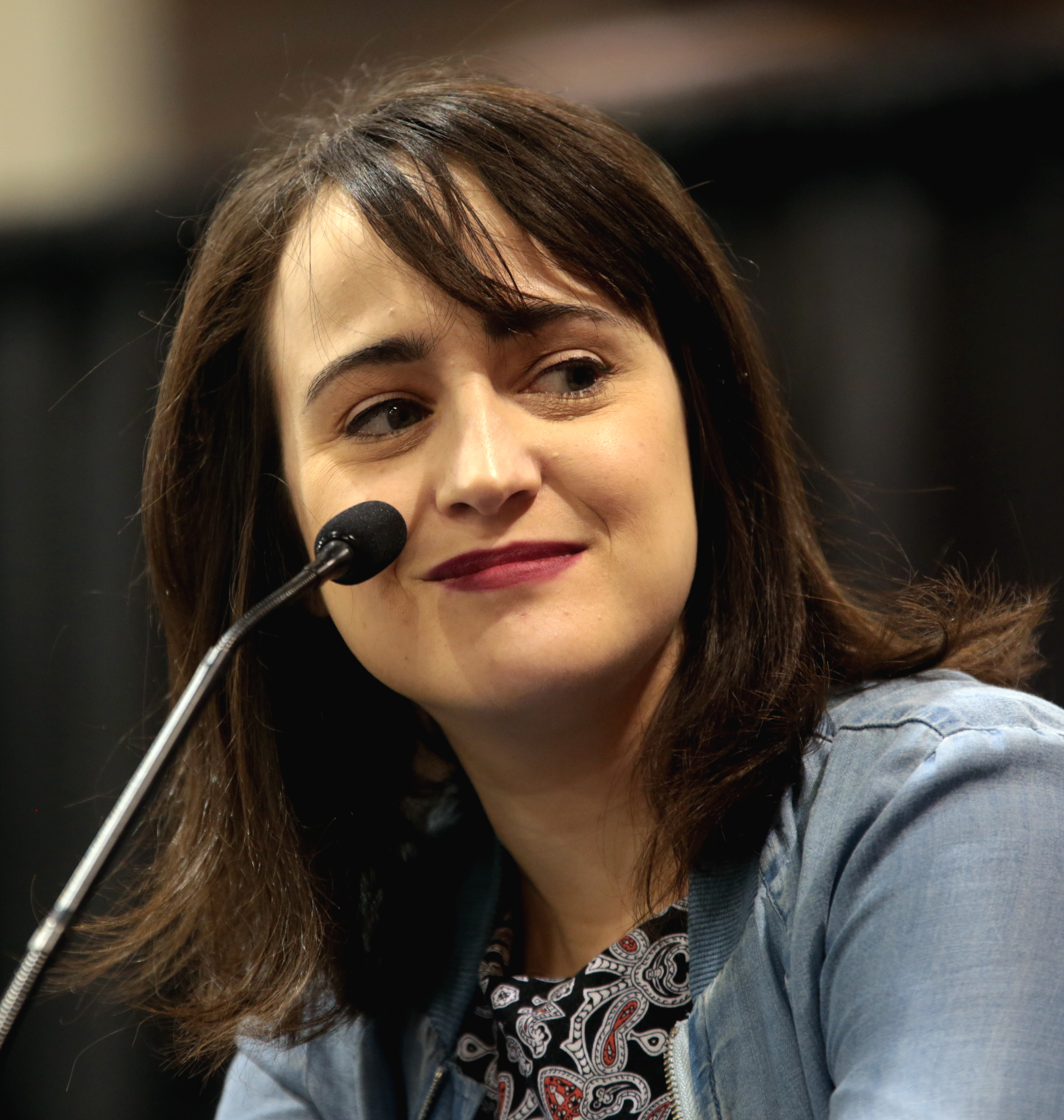
Mara Wilson nel novembre 2017

Mara Wilson cantò Make 'Em Laugh alla trasmissione televisiva durante il 67° Academy Awards il 27 marzo 1995, con Tim Curry e Kathy Najimy. Nell'agosto del 2005 ha recitato come protagonista in una produzione di Cenerentola di Rodgers e Hammerstein eseguito al Teatro Ector a Odessa, Texas. La sua apparizione a Thomas e la magica ferrovia è stato il suo ultimo ruolo cinematografico importante fino ad oggi. È tornata a recitare nel 2012 in un episodio della serie web Missed Connection.

## Vita privata
Nel giugno 2016 ha fatto coming out, annunciando al pubblico la sua bisessualità.

## Filmografia

### Cinema
- Mrs. Doubtfire - Mammo per sempre (Mrs. Doubtfire), regia di Chris Columbus (1993)
- Miracolo nella 34ª strada (Miracle on 34th Street), regia di Les Mayfield (1994)
- Matilda 6 mitica (Matilda), regia di Danny DeVito (1996)
- Un semplice desiderio (A Simple Wish), regia di Michael Ritchie (1997)
- Thomas and the Magic Railroad, regia di Britt Allcroft (2000)
- Billie Bob Joe, regia di Joe Kowalski (2015)

### Televisione
- Bob – serie TV, episodio 2x07 (1993)
- Melrose Place – serie TV, 5 episodi (1993)
- Con la forza dell'amore (A Time to Heal), regia di Michael Toshiyuki Uno – film TV (1994)
- Pearl – serie TV, episodio 1x11 (1996)
- Balloon Farm, regia di William Dear – film TV (1999)
- Missed Connection, regia di Morgan Evans – webserie, episodio 1x05 (2012)
- Broad City – serie TV, episodio 3x08 (2016)

## Doppiaggio
- Tamara Caulder in Batman of the Future
- Moglie di Donnie in Demo Reel
- Jill Pill in BoJack Horseman
- Liv Amara e Diane "Di" Amara in Big Hero 6 - La serie
- Mrs. Mayberry in Helluva Boss

## Doppiatrici italiane
Nelle versioni in italiano dei suoi film, Mara Wilson è stata doppiata da: 
- Gemma Donati in Miracolo nella 34ª strada, Matilda 6 mitica
- Natalia Accolla in Mrs. Doubtfire - Mammo per sempre
- Roberta Scardola in Un semplice desiderio

Da doppiatrice è sostituita da:
- Roberta Pellini in BoJack Horseman